# Bundesstraße 71n
Pour les articles homonymes, voir Route 71.
La Bundesstraße 71n est un projet de Bundesstraße dans le Land de Saxe-Anhalt.
Elle devrait mener de Haldensleben à la Bundesautobahn 14 quand elle sera étendue jusqu'à cette ville. La connexion à l'A 14 aura lieu dans la zone de la nouvelle traversée du Mittellandkanal. La B 71n est destinée à soulager les routes à l'intérieur de Wedringen, Vahldorf et Groß Ammensleben.

## Source
- (de) Cet article est partiellement ou en totalité issu de l’article de Wikipédia en allemand intitulé « Bundesstraße 71n » (voir la liste des auteurs).

1. ↑  (de) Sebastian Pötzsch, « Wann kommt die Ortsumfahrung Vahldorf? », sur Volksstimme, 2022 (consulté le 1er mars 2023)